# 江田駅 (福島県)
江田駅（えだえき）は、福島県いわき市小川町上小川字江田にある、東日本旅客鉄道（JR東日本）磐越東線の駅である。

## 歴史
仮乗降場として開業しているが、時刻表に掲載されるようになったのは、駅に格上げされてからだった。

### 年表
- 1948年（昭和23年）10月1日：江田仮乗降場として開業[3]。
- 1963年（昭和38年）7月15日：仮乗降場から信号場に変更[3]。旅客の乗降は引き続き可能であった。
- 1984年（昭和59年）12月1日：再度、信号場から仮乗降場に変更[3]。
- 1987年（昭和62年）
  - 3月31日：江田駅へ昇格。旅客駅。ただし、当初は営業キロは設定されなかった[4]。
  - 4月1日：国鉄分割民営化に伴い、JR東日本の駅となる[4]。
- 1990年（平成2年）3月10日：営業キロを設定。
- 2016年（平成28年）4月1日：三春駅の業務委託化により、管理駅を郡山駅に変更。
- 2024年（令和6年）10月1日：えきねっとQチケのサービスを開始[1][5]。

## 駅構造
単式ホーム1面1線を有する地上駅である。福島県道41号小野四倉線から階段を上った所にホームがあり、待合室がある。
郡山駅管理の無人駅である。駅舎はない。トイレは水洗式である。待合室内には机が設置されている。

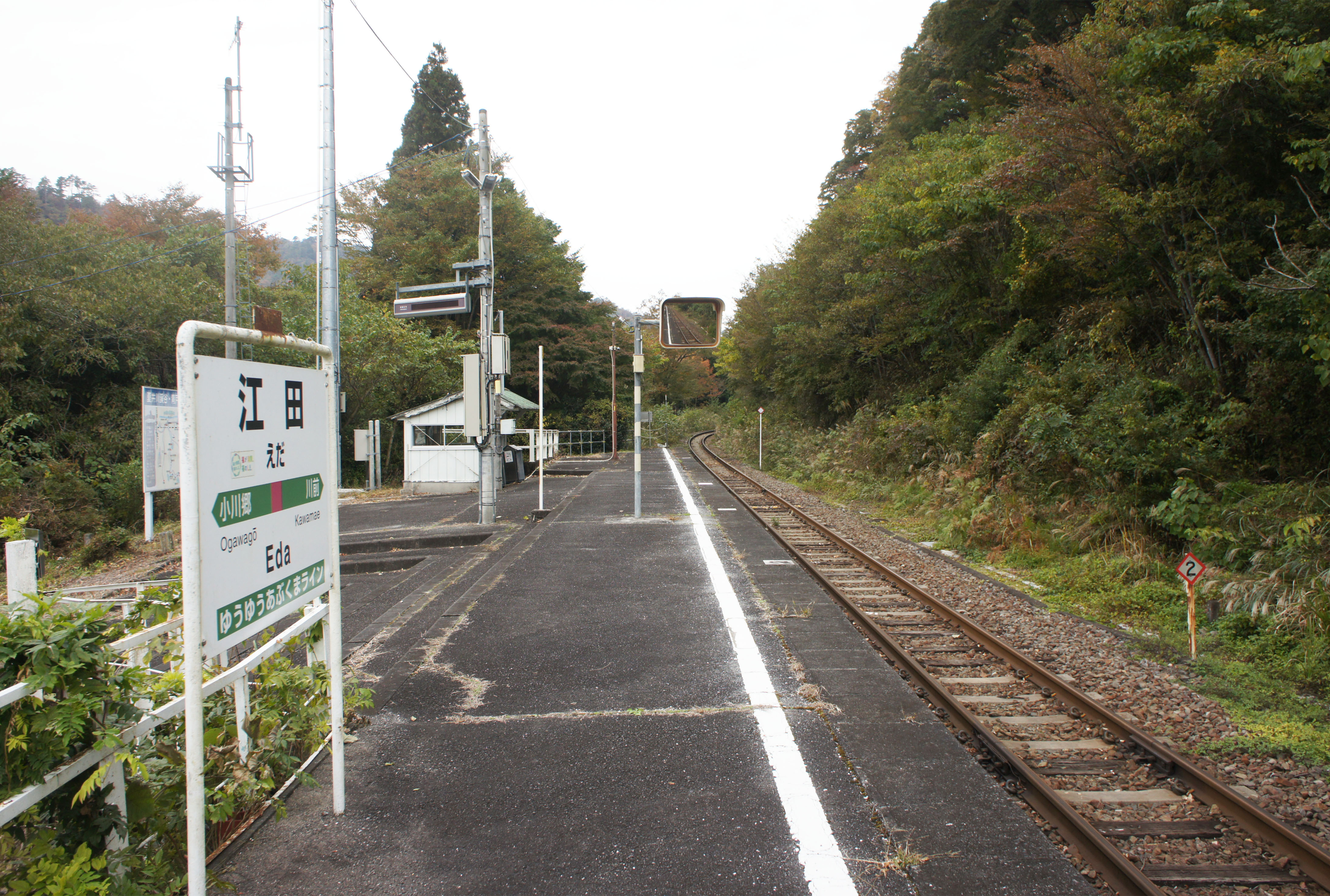
ホーム（2021年10月）
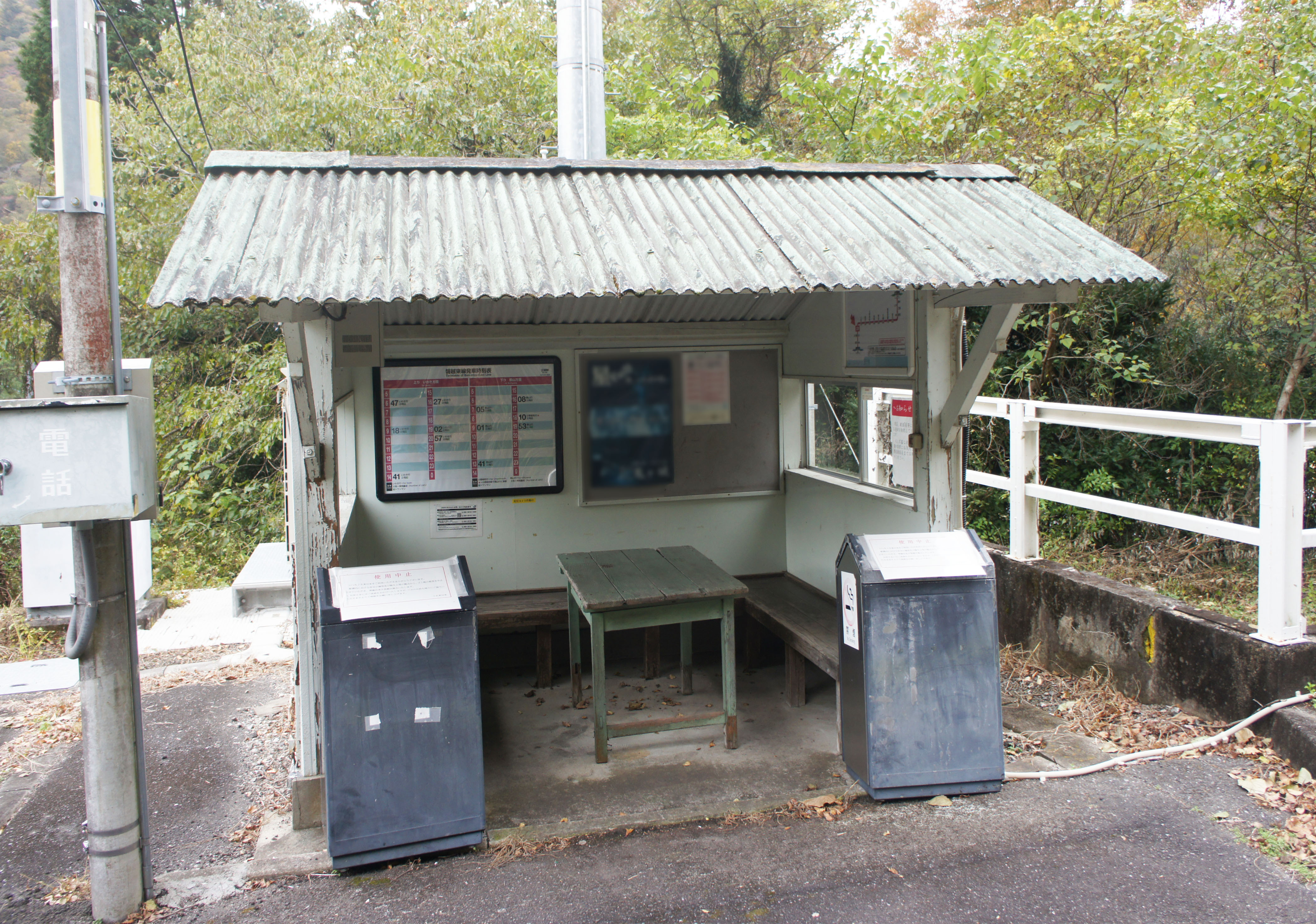
待合室（2021年10月）

## 利用状況
「福島県統計年鑑」によると、2000年度（平成12年度）- 2004年度（平成16年度）の1日平均乗車人員の推移は以下のとおりであった。
| 乗車人員推移       | 乗車人員推移     | 乗車人員推移 |
| 年度               | 1日平均 乗車人員 | 出典         |
| ------------------ | ---------------- | ------------ |
| 2000年（平成12年） | 22               | [ 6 ]        |
| 2001年（平成13年） | 22               | [ 7 ]        |
| 2002年（平成14年） | 25               | [ 8 ]        |
| 2003年（平成15年） | 25               | [ 9 ]        |
| 2004年（平成16年） | 19               | [ 10 ]       |

## 駅周辺

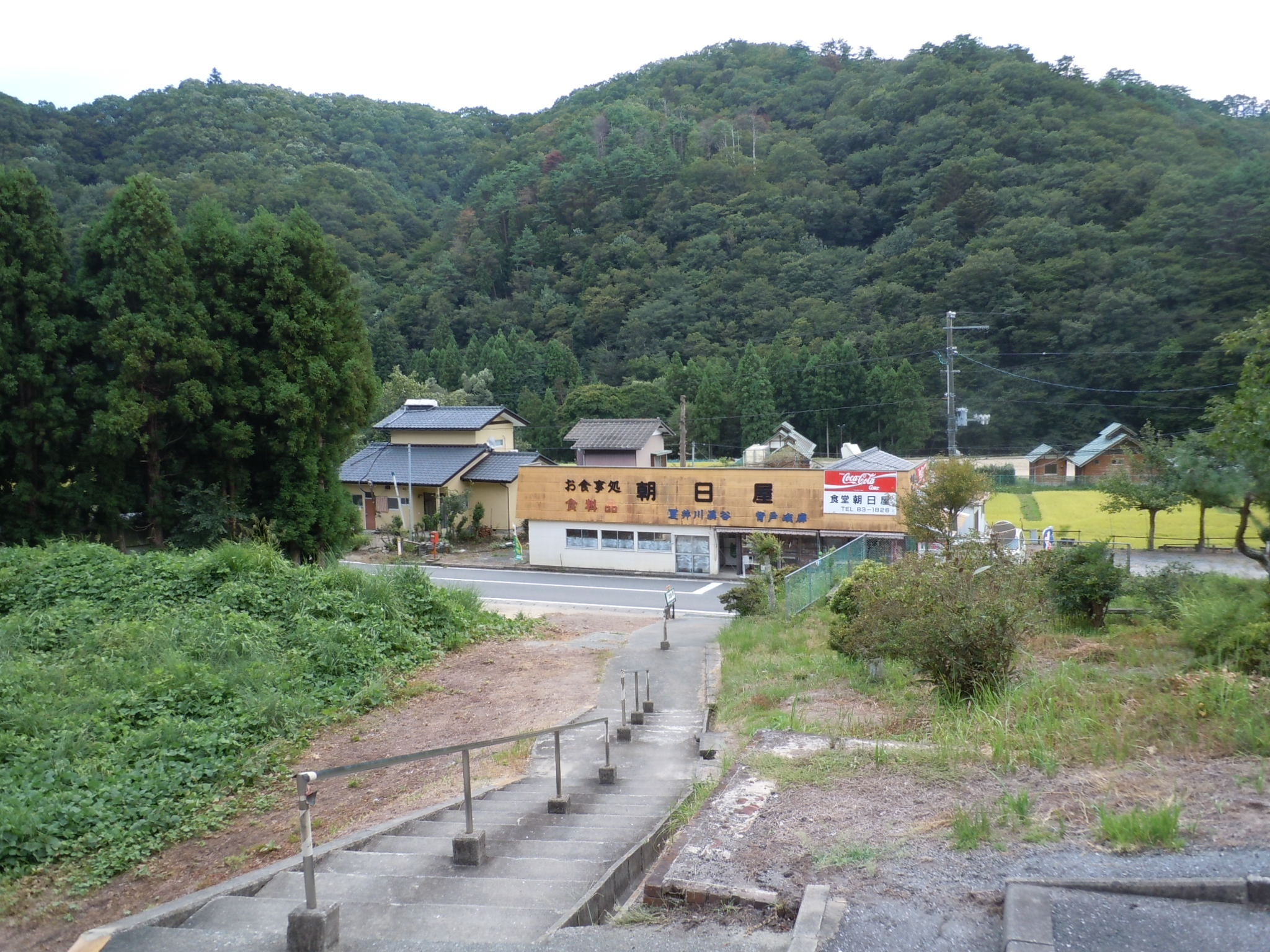
駅前

山に挟まれた渓谷沿いの駅で、周囲に民家はあまりなく、商店が1軒と知る人ぞ知る美味しい蕎麦屋がある。普段は人気も少ないが、初夏や秋の紅葉のシーズンには夏井川渓谷を訪れる人々で賑わう。
- 夏井川渓谷
- 背戸峨廊

## 隣の駅
東日本旅客鉄道（JR東日本）
■磐越東線
小川郷駅 - 江田駅 - 川前駅